# Tatjana Petrowna Nikolajewa

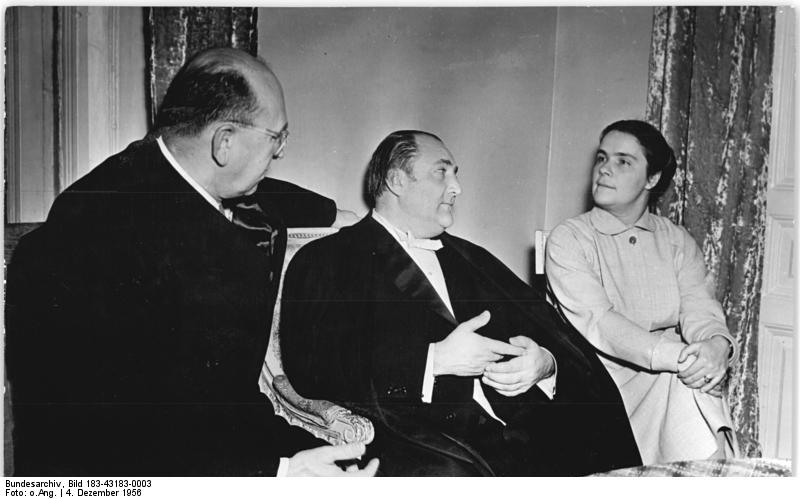
Nikolajewa im Gespräch mit Franz Konwitschny und Nikolai Anossow (links), 1956

Tatjana Petrowna Nikolajewa (russisch Татьяна Петровна Николаева, * 4. Mai 1924 in Beschiza, heute Stadtrajon von Brjansk; † 22. November 1993 in San Francisco, Vereinigte Staaten) war eine sowjetische Pianistin und Komponistin.

## Leben

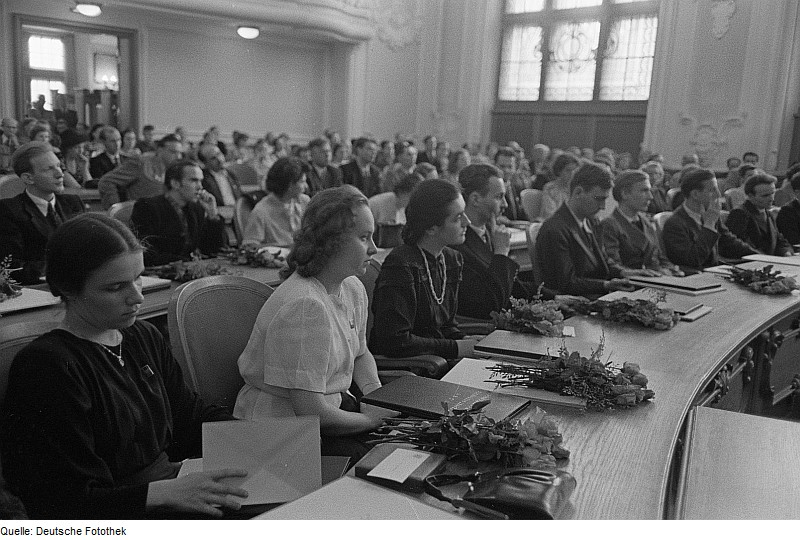
Nikolajewa ganz links bei der Bachpreisverleihung 1950, neben ihr die Zweitplatzierten Galina und Margarita Feodorowa, Foto von Renate und Roger Rössing

Nikolajewa wuchs als Tochter einer studierten Pianistin und eines Amateurmusikers in der Kleinstadt Beschiza auf, wo ihre Mutter eine Musikschule gegründet hatte und sie früh unterrichtete. Sie bestand 1937, im Alter von dreizehn Jahren, die Aufnahmeprüfung an der Moskauer Zentralschule für Musik. Alexander Goldenweiser unterrichtete sie dort und ab 1942 dann am Moskauer Konservatorium. Er hatte auch ihre Mutter ausgebildet. Nikolajewa schloss 1947 ihr Klavierstudium ab und studierte dann bis 1950 Komposition bei Jewgeni Golubew und Wissarion Schebalin.
Seit 1945 trat sie erfolgreich zuerst im Ostblock, schon bald darauf aber auch im westlichen Ausland auf. Seit 1959 unterrichtete sie am Moskauer Konservatorium, wo sie 1965 zur Professorin ernannt wurde.
Sie gewann im Jahr 1950 den 1. Leipziger Bach-Wettbewerb. Jurymitglied Dmitri Schostakowitsch schrieb für sie, angeregt durch Bachs Wohltemperiertes Klavier, 24 Präludien und Fugen op. 87, die sie mit großem Erfolg 1952 zur Uraufführung brachte und im Lauf ihres Lebens dreimal aufzeichnete.
Als Komponistin schuf sie u. a. eine Sinfonie, weitere Orchesterwerke und Konzerte (zwei Klavierkonzerte, ein Violinkonzert), Vokalwerke (eine Kantate, Liedzyklen), Kammer- und solistische Klaviermusik.
Sie war 1990 Jurymitglied beim Santander Paloma O’Shea Klavierwettbewerb.
Während eines Konzertes im Herbst Theatre in San Francisco am 13. November 1993 erlitt sie eine massive Hirnblutung, fiel ins Koma und verstarb einige Tage später.